# Poljska rukometna reprezentacija
Poljska rukometna reprezentacija predstavlja državu Poljsku u športu rukometu. Krovna organizacija: Związek Piłki Ręcznej w Polsce.

## Poznati igrači i treneri

### Poznati igrači
- Zdzisław Antczak
- Jacek Będzikowski
- Karol Bielecki
- Janusz Brzozowski
- Jan Gmyrek
- Alfred Kałuziński
- Jerzy Klempel
- Zygfryd Kuchta
- Marcin Lijewski
- Jerzy Melcer
- Andrzej Sokołowski
- Sławomir Szmal
- Andrzej Szymczak
- Grzegorz Tkaczyk
- Tomasz Tłuczyński
- Zbigniew Tłuczyński
- Daniel Waszkiewicz
- Bogdan Wenta
- Mieczysław Wojczak

### Treneri
- Walenty Kłyszejko
- Janusz Czerwiński (1967. – 1976.)
- Stanisław Majorek
- Tadeusz Wadych
- Jacek Zglinicki (1978. – 1980.; 1994. – 1996.)
- Jan Pełka
- Zygfryd Kuchta (1981. – 1984.)
- Jerzy Eliasz
- Bogdan Kowalczyk
- Stefan Wrześniewski
- Zenon Łakomy (1986. – 1990.)
- Michał Kaniowski (1990. – 1992.)
- Krzysztof Kisiel
- Jerzy Klempel
- Bogdan Zajączkowski (2000. – 2004.)
- Bogdan Wenta (28. listopada 2004. – 19. travnja 2012.)
- Daniel Waszkiewicz i Damian Wleklak (20. travnja 2012. – 27. rujna 2012.)
- Michael Biegler  (28. rujna 2012. – 29. siječnja 2016.)
- Talant Dujšebajev (27. veljače 2016. - 2017.)
- Piotr Przybecki  (2017. – 2019.)
- Patryk Rombel (2019. – 2023.)
- Marcin Lijewski (2023. - )

## Nastupi naOI
- 1972.: 10.
- 1976.: bronca
- 1980.: 7.
- 2008.: 5.

## Nastupi naSP
- 1958.: 5.
- 1967.: 12.
- 1970.: 14.
- 1974.: 4.
- 1978.: 6.
- 1982.: bronca
- 1986.: 14.
- 1990.: 11.
- 2003.: 10.
- 2007.: srebro
- 2009.: bronca
- 2011.: 8.
- 2015.: bronca
- 2017.: 17.
- 2021.: 13.
- 2023.: 15.

## Nastupi naEP
- 2002. 15.
- 2004. 16.
- 2006. 10.
- 2008. 7.
- 2010. 4.
- 2012. 9.
- 2014. 6.
- 2016. 7.
- 2020. 21.
- 2022. 12.
- 2024. 16.

## Uspjesi naOI
- prvaci:
- doprvaci:
- treći: 1976.

## Uspjesi naSP
- prvaci:
- doprvaci: 2007.
- treći: 1982., 2009., 2015.

## Uspjesi naEP
- prvaci:
- doprvaci:
- treći:

## Vanjske poveznice
- Poljski rukometni savez